# Claude Sadio
Claude Sadio (Dakar, 29 ottobre 1943) è un ex cestista senegalese.

## Carriera
Con il Senegal ha disputato i Giochi olimpici di Città del Messico 1968.